# La isla de las mujeres
La isla de las mujeres es una película de comedia mexicana de 1953 dirigida por Rafael Baledón y protagonizada por Germán Valdés «Tin-Tan», Lilia del Valle, Aurora Segura y las hermanas Julián (Araceli, Elena y Rosalía).

## Argumento
Tin-Tan es un simple limpiabotas que sueña con una vida mejor, pero especialmente con una gran aventura que lo lleve a explorar experiencias jamás imaginadas. Sin esperarlo y por una serie de extrañas situaciones, termina convertido en un marinero que naufraga en una isla desconocida, donde, para su sorpresa, gobiernan las mujeres. Enfrentado con las líderes de la comunidad, la historia de Tin-Tan es de tal detalle de fantasía que es confundido con una deidad, incluido en una profecía, que llevara al pueblo a un progreso insospechado, con lo que se convierte en el objeto de deseo de todas las isleñas, quienes lo persiguen y lo miman. Sin embargo, Tin-Tan solo tiene ojos para la bella princesa, quien es la única que lo rechaza, por lo que tendrá que enfrentarse a los celos y las intrigas de las demás mujeres, así como a los peligros de la isla, como los caníbales y los animales salvajes y algunas personas que sospechan de que su historia es una mentira.

## Reparto
- Germán Valdés como Tin-Tan/Totí
- Lilia del Valle como Orana.
- Fernando Soto «Mantequilla» como Uru Uru.
- Marcelo Chávez como Toronga.
- Carlota Solares como Matriarca.
- Pedro de Aguillón como Tacaroa.
- Araceli Julián como Flora.
- Elena Julián como Maroma.
- Rosalía Julián como Caroa.
- Joaquín García «Borolas» como Isleño.
- Luz María Núñez como La que no tiene nombre.
- Omar Jasso como Isleño.
- Estela Matute como Subastadora.
- Pepe Ruiz Vélez como Anunciador.
- Aurora Segura como Mujer de Tacaroa.
- Gregorio Acosta como Hombre de isla vecina.
- Guillermo Bravo Sosa como Encargado de funeraria.
- Alfonso Carti como Isleño.
- Manuel Casanueva como Isleño.
- José Chávez como Isleño.
- Juan García "El peralvillo" como Isleño.
- Jesús Gómez como Isleño.
- Elvira Lodi como Isleña.
- Velia Lupercio como Espectadora de avión.
- José Ortega como Cliente de Tin-Tan.
- José Pardavé como Piloto.
- Ángela Rodríguez como Guardia isleña.
- Alta Mae Stone como Isleña.